# Oscar Lundin
Oscar Lundin, född 5 april 1901 i Rökstabacken i Nordingrå församling, Ångermanland, död 10 maj 1982 i Sandslån, Ytterlännäs församling, var en svensk folkskollärare, författare och folklivsforskare.
Sönerna Mats Lundin och Ivar Lundin har fortsatt att skriva böcker om Ådalen.

## Fotnoter
1. ↑  Sveriges Dödbok 1901–2009, DVD-ROM, Version 5.00, Sveriges Släktforskarförbund (2010).